# Izaak Kisch
Izaak Kisch (Amsterdam, 23 november 1905 — aldaar, 29 juli 1980) was een Joods-Nederlands rechtsgeleerde en was als hoogleraar verbonden aan de Universiteit van Amsterdam. 

## Biografie
Izaak Kisch werd geboren op 23 november 1905 in Amsterdam als zoon van Hartog Kisch en Rebecca Spitz. Hij werd in 1923 ingeschreven als student aan de Universiteit van Amsterdam. Door de colleges van Paul Scholten raakte hij geïnspireerd om zich toe te leggen op de rechten. In 1927 legde hij succesvol het doctoraalexamen af. Vervolgens ging hij in 1930 als assistent van Paul Scholten aan de slag. Hij promoveerde in 1932 cum laude  bij Scholten op het proefschrift Beschouwingen over de onderscheiding tusschen zakelijke en persoonlijke rechten. Achteraf was hij weinig tevreden met zijn proefschrift en zag het vooral als een vertragende factor voor zijn benoeming tot hoogleraar.
Hij werd in 1933 lid van het Comité voor Bijzondere Joodsche Belangen dat Joodse vluchtelingen uit Duitsland ondersteunde. In 1935 volgde een aanstelling als privaatdocent aan de Universiteit van Amsterdam. Dit ambt aanvaardde hij met een rede over rechtsvergelijking en handelsrecht. Tot zijn leeropdracht behoorden rechtsvergelijking en buitenlands privaatrecht, maar hij hield zich ook bezig met de internationaal-privaatrechtelijke aspecten van het huwelijksrecht. Hij sprak zich in 1935 sterk uit tegen de Neurenberger wetten. Toen de Tweede Wereldoorlog uitbrak, kwam Kisch binnen de Joodse Raad in conflict over de mate waarin aan de Duitse bezetters tegemoet gekomen moest worden. In september trad hij daarom terug als lid van het Comité voor Bijzondere Joodsche Belangen. Eerder was hij al door de bezetter ontslagen uit zijn ambt als privaatdocent. Ondanks dit gedwongen vertrek hield hij wel een afscheidscollege. Later vond hij aansluiting bij de zogeheten Barneveldgroep maar was als een van de weinige niet tot internering verplicht. Omdat hij deel uitmaakte van deze groep werd hij via Westerbork naar Theresienstadt overgebracht - in plaats van naar een vernietigingskamp als Auschwitz of Sobibor - waardoor Kisch en zijn familie de oorlog overleefden. Na de oorlog heeft hij zich wel moreel bezwaard gevoeld bij de ontsnappingsroute via de Barneveldlijst.
In 1945, na de Tweede Wereldoorlog, werd hij benoemd tot hoogleraar rechtsfilosofie en rechtsvergelijking aan de Universiteit van Amsterdam. Hij aanvaardde dit ambt met de rede Universalisme oud en nieuw. In 1960 werd zijn hoogleraarschap omgezet in een buitengewoon hoogleraarschap, omdat hem een benoeming tot lid van de Hoge Raad der Nederlanden ten deel was gevallen. Een functie die hij overigens als weinig bevredigend heeft ervaren en na een jaar alweer neerlegde. Er is maar één gepubliceerd arrest - uit de belastingkamer - waaraan Kisch heeft meegeschreven. Zijn aanstelling aan de Universiteit van Amsterdam werd na zijn vertrek bij de Hoge Raad weer omgezet naar een gewoon hoogleraarschap en hij vervulde die functie tot aan zijn emeritaat in 1975.
Kisch overleed op 75-jarige leeftijd in Amsterdam.

## Publicaties (selectie)
- Echtscheiding op eenparig verzoek (1968).
- Een en ander over buitenlands huwelijksvermogensrecht (1951).
- De persoon in het recht (1947).
- Rechtswetenschap (1938).
- Verdeeling van Palestina: het rapport der Palestine Royal Commission
- Rechtsvergelijking en handelsrecht: openbare les gehouden op 6 juni 1935 (1935).
- Beschouwingen over de onderscheiding tusschen zakelijke en persoonlijke rechten (1932).